# Tanytarsus spinosus
Tanytarsus spinosus är en tvåvingeart som beskrevs av Freeman 1961. Tanytarsus spinosus ingår i släktet Tanytarsus och familjen fjädermyggor. Inga underarter finns listade i Catalogue of Life.